# Jaycee Chan
Jaycee Chan Jo-Ming (Los Ángeles, 3 de diciembre de 1982) es un cantante y actor estadounidense, hijo del famoso actor y artista marcial Jackie Chan y de la actriz Joan Lin. En 2004, lanzó su primer álbum en mandarín en Hong Kong.

## Primeros años
Jaycee Chan nació el 3 de diciembre de 1982 en Los Ángeles, California, Estados Unidos. Es hijo de la actriz taiwanesa Joan Lin y de la estrella de artes marciales chinas de Hong Kong Jackie Chan. Las fuentes, incluida la autobiografía de Jackie Chan, afirman que nació en 1984 y que sus padres se casaron en 1983. Por otro lado, el sitio web oficial de Jackie afirma que Jaycee nació en 1982.
Jaycee asistió brevemente al College of William and Mary en Williamsburg, Virginia, durante dos semestres, pero no se graduó. Tiene predilección por los coches de lujo y la vida nocturna y declaró que dejó la escuela porque «todo lo que puedes ver en Virginia son ovejas».
Jaycee habla inglés, mandarín y cantonés

## Carrera profesional
Después de renunciar a la escuela, Jaycee se mudó a Hong Kong en 2003 para seguir su carrera. Compuso la música y escribió la letra de 10 de las 13 pistas de su primer CD, Jaycee (2004). 
Su debut cinematográfico fue en Las crónicas de Huadu en el que su padre tuvo un cameo. Su segundo papel fue una película romántica de Hong Kong, 2 Young, que coprotagonizó con la cantante Fiona Sit. Ambos trabajaron juntos nuevamente en Break Up Club en 2010. En 2007 fue coprotagonista junto a Nicholas Tse y Shawn Yue en la película de acción de Benny Chan, Invisible Target.
A pesar de las fuertes promociones y premios, sus álbumes y películas no han tenido éxito comercial. Su película Double Trouble solo recaudó 9.000 dólares en Hong Kong en las dos primeras semanas.
A principios de 2009 los sitios web chinos informaron que había renunciado a su ciudadanía estadounidense a favor de la ciudadanía china (residencia en Hong Kong) para atraer al público local. Más tarde lo confirmó en su cuenta de Instagram poco después de que Donald Trump fuera elegido presidente.
Prestó su voz a la versión más joven del personaje Master Monkey de su padre en Kung Fu Panda: los secretos de los cinco furiosos. Además prestó su voz a Master Crane en la versión cantonesa de Kung Fu Panda y su secuela Kung Fu Panda 2.
Jaycee y su padre protagonizaron juntos la película número 100 de Jackie, 1911. El equipo resultó en la película menos rentable y peor revisada de Jackie Chan hasta la fecha.
Para atraer al público no chino, sus estudios contrataron a los artistas coreanos y singapurenses Jang Na-ra y Fann Wong para promover la nueva película de Jaycee, Whoever, que estaba destinada a sátira de la vida de Jaycee como un playboy de un padre famoso. Una vez más, la película fue un desastre de taquilla ya que no se ubicó entre los diez primeros chinos, a pesar de que un mandato del gobierno requería que se proyectara en la mitad de los cines del país. Los estudios decidieron no estrenar la película en cines en Hong Kong y Taiwán.
En 2015 su padre reveló que Jaycee había mostrado interés en escribir un guion para una secuela de CZ12 y que hará la película si es correcta.

## Arresto
El 18 de agosto de 2014, se informó que Jaycee había sido arrestado el 14 de agosto por la policía de Pekín por posesión de drogas junto con Kai Ko, un actor taiwanés. Más tarde la policía encontró más de 3 onzas de marihuana después de registrar el apartamento de Jaycee. Si bien Kai Ko estaba programado para ser liberado 14 días después de su arresto, Jaycee enfrentó cargos criminales y sentencias de hasta la pena de muerte o cadena perpetua por presuntamente hospedar a otros para consumir marihuana. Jaycee Chan, cuyo padre Jackie había sido embajador de buena voluntad antidrogas de China desde 2009, admitió haber consumido drogas durante 8 años. Poco después, Jackie Chan se disculpó públicamente por el uso de drogas de su hijo. El 17 de septiembre la oficina del fiscal de Beijing Dongcheng aprobó el arresto formal de Jaycee bajo sospecha de complacer a los consumidores de drogas.
Jaycee Chan pasó su cumpleaños número 32 bajo custodia con su madre declarando que su hijo ha pedido prestados más de cien libros para leer desde que fue detenido. El 22 de diciembre, cuatro meses después de su arresto, las autoridades chinas acusaron a Jaycee de albergar a otras personas para que consumieran drogas. Su juicio finalmente comenzó el 9 de enero de 2015 en Beijing, después de pasar 148 días detenido. Jaycee fue sentenciado a seis meses de prisión y multado con 2.000 yuanes (~ 320 dólares estadounidenses). Jaycee confesó que violó la ley y que debería ser castigado por sus acciones y que no volvería a hacerlo. Sus padres no asistieron a la audiencia de su hijo. Jackie Chan dijo repetidamente que no usará sus conexiones para aliviar la sentencia de su hijo.
Más tarde se reveló que durante su detención Jaycee escribió una carta de remordimiento de tres páginas a su madre en la que le prometía que no repetiría sus errores en el futuro.
Jaycee salió de la cárcel el 13 de febrero durante la medianoche. Un día después de su liberación celebró una conferencia en Beijing para disculparse públicamente diciendo que no tenía ninguna razón ni excusa para violar la ley y que su arresto tuvo un impacto negativo en sociedad y que decepcionó a sus seguidores y causó pérdidas a quienes trabajaban con él. En su discurso de cuatro minutos, prometió que sería un ciudadano respetuoso de la ley y, aunque todavía tenía planes de continuar en la industria del entretenimiento, se centraría en pasar el Año Nuevo chino con sus padres. Afirmó que la vida en prisión era dura y que su padre no utilizó ninguna conexión para ayudar a aliviar su condena. Hizo una profunda reverencia tanto antes como después de su discurso.
Antes de su arresto en agosto de 2014, Jaycee estaba filmando Monk Comes Down the Mountain. Su papel en la película no fue acreditado debido a su arresto.

## Recepción e imagen pública
Jaycee Chan es visto en gran parte como un derrochador y playboy cuyas películas y música no han tenido éxito comercial o crítico a pesar de la fuerte promoción y apoyo. En 2014 el Diario del Pueblo clasificó a Jaycee como uno de los principales fuerdai derrochadores de China. Su arresto en 2014 afectó gravemente su carrera, y perdió patrocinios y contratos multimillonarios de Adidas, Nivea, Yishion, Johnson & Johnson, Stride, KFC y Chevrolet.

## Vida personal
Después de la liberación de la prisión, Jaycee vivió con su madre en Taipéi, manteniendo un perfil bajo y, a menudo, con una máscara para evitar ser visto en público. Desde 2020, se ha trasladado a Los Ángeles.
Tiene una media hermana menor llamada Etta Ng, que nació en 1999 debido al romance de su padre con la ex-reina de belleza de Hong Kong, Elaine Ng. Sin embargo, no se sabe que los medios hermanos se hayan conocido.

### Relación con Jackie Chan
Durante una ceremonia de premiación en Pekín en abril de 2011, Jackie Chan declaró que donaría la mitad de su dinero a organizaciones benéficas cuando muera, en lugar de a su hijo. Jackie explicó: «Si es capaz, puede hacer su propio dinero. Si no lo es, entonces estará desperdiciando mi dinero».
Se informó que él y su padre, Jackie Chan, tienen una relación separada entre sí. Después de cumplir seis meses en la cárcel, Jaycee conoció a su padre por primera vez en Taiwán, y los dos parecían haberse reconciliado. «No lo había visto por mucho tiempo. Siento que ha madurado esta vez», dijo Jackie Chan. «No hablamos de cosas infelices. Todo fue una charla familiar. Hablamos hasta altas horas de la noche y no dormimos». Antes de salir para hacer un ascenso, le cortó el cabello a su hijo.

## Filmografía
| Año  | Título                                          | Título cinematográfico | Personaje             |
| ---- | ----------------------------------------------- | ---------------------- | --------------------- |
| 2004 | The Twins Effect II Charcoal Head/Star of Rex   |                        |                       |
| 2004 | The Huadu Chronicles: Blade of the Rose         |                        | Carbon                |
| 2005 | 2 Young Ka Fu                                   |                        |                       |
| 2006 | McDull, the Alumni Operaio (cameo)              |                        |                       |
| 2007 | The Sun Also Rises Il figlio                    |                        |                       |
| 2007 | Invisible Target                                |                        | Ufficiale Wai King Ho |
| 2007 | The Drummer Sid                                 |                        |                       |
| 2007 | PK.COM.CN                                       | PK.COM.CN              | Zhang Wen Li          |
| 2008 | Kung Fu Panda Grulla (voz en cantonés)          |                        |                       |
| 2008 | I segreti dei cinque cicloni Scimmia (voz)      |                        |                       |
| 2009 | Tracing Shadow Lord Xu Pa Pihj                  |                        |                       |
| 2010 | Hua Mulan Pitbull                               |                        |                       |
| 2011 | 1911                                            | Zhang Zhen Wu          |                       |
| 2011 | Kung Fu Panda 2                                 |                        |                       |
| 2011 | Lee's Adventure                                 |                        |                       |
| 2011 | East Meets West 2011                            | 2011                   |                       |
| 2012 | Double Trouble Jay                              |                        |                       |
| 2015 | Jaycee Chan, A Documentary: The Waiting Himself |                        |                       |

## Discografía
| Lanzamiento | Título                                                | Lista de canciones |
| ----------- | ----------------------------------------------------- | --- |
| 2004        | "Jaycee" [AVCD - CD audio que contiene vídeo musical] | 1. "Computer Data" 2. " "Walking and Singing" (con video musical) 3. "The Most Touching Song" (con video musical) 4. "Jaycee" 5. "Walking and Singing" 6. "The Most Touching Song" 7. "Human" 8. "8 Months in One Year" 9. "Agree 10. " "I Still Love You" 11. "Man-made Wall" 12. "Be Strong" 13. ""Hold On" JC said" 14. "JC's Berp" 15. "Saturday Night" 16. "Little Boy" 17. "Angel" 18. "Jaycee Intro" 19. "Am I Weird?" 20. (Demo) "Be Strong" (Demo) 21. "Saturday Night with Mom" 22. (Demo 1) "I Still Love You" (Demo 1) 23. (Demo 2) "I Still Love You" (Demo 2) |
| 2008        | "Safe Journey" EP dedicado a su abuelo Charles Chan]  | 1. "Safe Journey" |